# Isabelle Kabano
Isabelle Sarah Kabano, née en 1974, est une actrice rwandaise. Elle est notamment l'interprète du rôle principal de Petit Pays, réalisé par Éric Barbier, sorti en 2020, adaptation du roman homonyme de Gaël Faye.

## Biographie
Isabelel Kabano est née en 1974, issue d'une famille rwandaise installée à cette époque à Bujumbura, capitale du Burundi. Son père dirige une troupe de théâtre, sa mère est chanteuse. Elle grandit à Kinshasa, en République démocratique du Congo,  puis à Goma, autre ville de l'autre côté du pays, à l'Est, sur la rive nord du lac Kivu et plus en altitude, à proximité de la petite ville rwandaise de Gisenyi. Durant son l’adolescence, elle joue dans des pièces de théâtre qui contribuent au financement les troupes du Front patriotique rwandais (FPR). En août 1993, à la suite de la signature des accords d’Arusha, entre le FPR et le gouvernement rwandais du président Habyarimana, elle s’installe au Rwanda où vivent notamment ses grands-parents. Mais progressivement, un climat de haine est entretenu vis-à-vis des Tutsis. Sa mère, inquiète, obtient qu'elle revienne à Goma. Le 7 avril 1994, le génocide des Tutsi commence. Elle entend les appels au meurtre à la Radio télévision libre des Mille Collines (RTLM). Elle revient au Rwanda en juillet 1994 après la victoire du FPR. Quelques années plus tard, elle suit des ateliers de théâtre à l’université nationale du Rwanda, située à Butare au sud du Rwanda. Elle fait aussi de la radio, de la mise en scène, et travaille pour le comité olympique.
Elle obtient ses premiers rôles dans des téléfims ou films tels que Quelques jours en avril de Raoul Peck, sorti en 2005, Opération Turquoise, un téléfilm d'Alain Tasma et J’ai serré la main du diable, un film de Roger Spottiswoode , tous deux sortis en 2007, des œuvres ayant des sujets autour du génocide. Des réalisations qui confirment sa vocation. Elle dirige jusqu’en mars 2020 le magazine de la compagnie aérienne RwandAir, puis est retenue pour le rôle d'Yvonne, dans Petit Pays, un film d'Éric Barbier, selon le roman éponyme de Gaël Faye. Elle reçoit pour son interprétation le prix de la meilleure actrice au Festival du film francophone d'Angoulême,.

## Filmographie partielle

### Au cinéma
- 2007 : J'ai serré la main du diable de Roger Spottiswoode
- 2020 :  Petit Pays d'Éric Barbier
- 2024 : Black Tea d'Abderrahmane Sissako